# Димитрий Самозванец (пьеса Сумарокова)
«Димитрий Самозванец» — трагедия русского писателя Александра Сумарокова, впервые поставленная на сцене и опубликованная в 1771 году. Включена в четвёртый том полного собрания сочинений Сумарокова, увидевшего свет в 1781—1782 годах. Сюжет трагедии основан на материале из национальной истории, причём это единственная пьеса Сумарокова, в которой действительно показаны исторические события.
Действие пьесы происходит в начале XVII века, всего за полтора века до её написания (остальные трагедии Сумарокова связаны с ранним Средневековьем или даже с древностью, как «Артистона»). Главный герой — самозванец, захвативший русский престол и оказавшийся тираном и злодеем. Димитрий хочет подчинить Россию Польше и ввести католическую веру. Он пытается отнять у Шуйского его дочь Ксению, тот в ответ поднимает восстание. В финале самозванец закалывается, жалея вслух, что вместе с ним не погибает вся Вселенная.
Помимо Шуйского, самозванцу противостоят вымышленные персонажи князь Георгий Галицкий, влюблённый в Ксению, и «наперсник Димитриев» Пармен, которые рассуждают о природе праведной власти. Пармен открыто заявляет, что, даже если Димитрий на самом деле всего лишь Отрепьев, он мог бы стать достойным царской власти: «Во случае таком порода ничего». Однако заглавный герой открыто отождествляет себя с государством, так что его правление становится тиранией. С точки зрения Сумарокова, по этой причине Димитрий достоин осуждения.